# いちきポンカレー

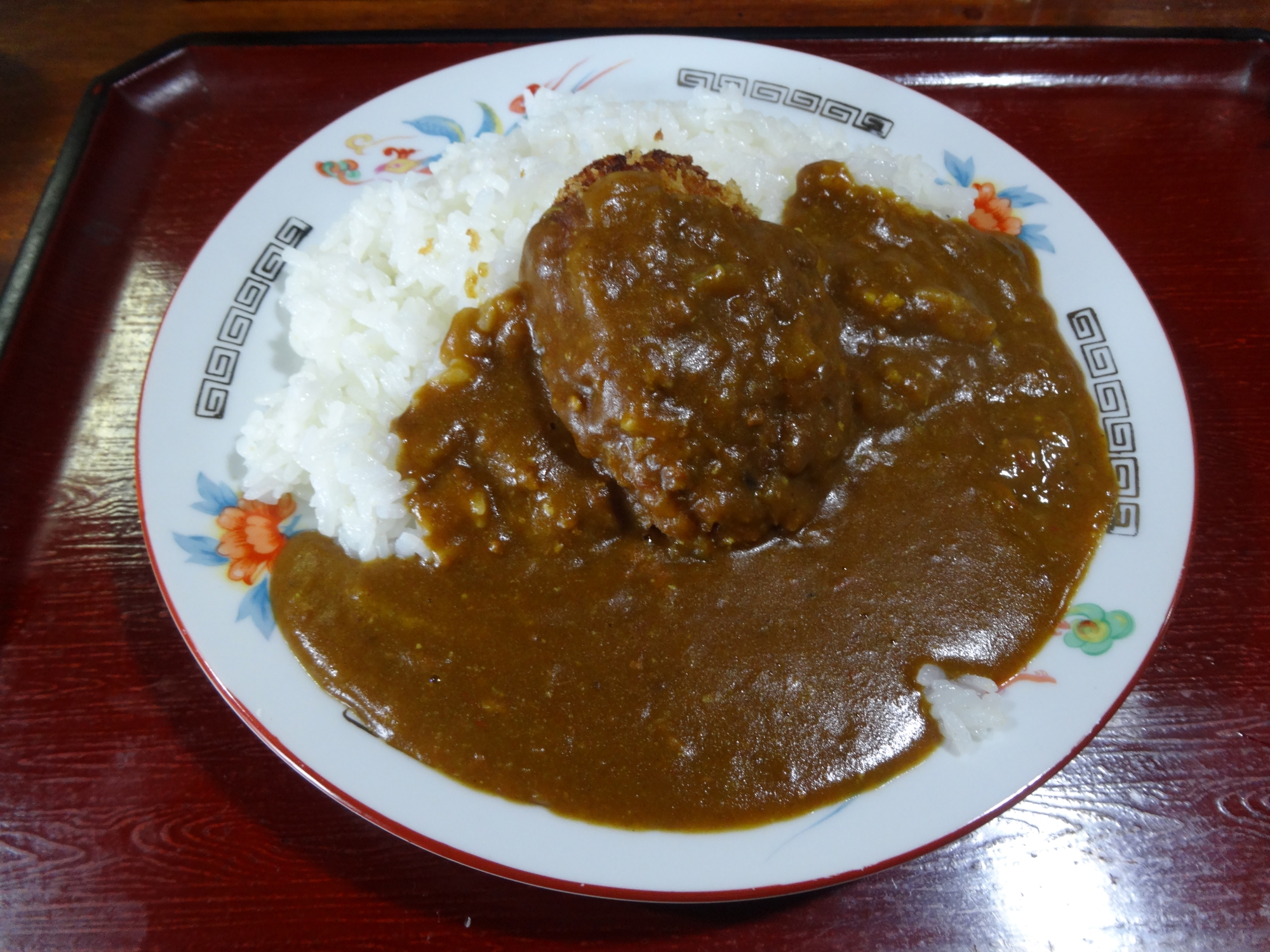
いちきポンカレー

いちきポンカレーは、鹿児島県いちき串木野市で販売されているご当地カレーライス。

## 概要
2005年、串木野市と市来町が合併していちき串木野市が発足。合併を機に新しいご当地料理を作ろうと旧市来町の飲食店5店が「市来飲食店連合組合」を結成、2006年5月から料理の開発を開始した。
最初は市来町で獲れるちりめんじゃこを使った丼を考案したが、同様の料理は全国にあり、インパクトに欠けるという理由で断念。代わりに考案したのが地元で60年以上に渡って生産されているポンカンを使った料理であった。既に旧串木野市では串木野まぐろラーメンという料理が誕生しており、ラーメンに対抗できる国民食としてカレーを選定、市内のポンカンのピューレを使ったケーキを作っている洋菓子店に協力を依頼してポンカンのピューレを使ったカレーを作る事になった。最初はピューレとカレーの配合割合に苦労したが、数週間の試行錯誤の後、絶妙な割合を発見。苦みを抜くための独自の調味料を加える事にした。
2006年10月の「いちき串木野づくし産業まつり」で初披露。祭りでは計1050食を売り、まぐろラーメンに見劣りしない人気を集めた。その後、各店で豚バラ肉やちりめんじゃこを使ったコロッケなどを具に加えたり、カレーうどんにアレンジするなどして販売を開始。同年2月には鹿児島県の百貨店の物産展に出展、連日完売する人気を見せ、これに注目したコンビニチェーン店が4月から期間限定で鹿児島県、宮崎県のチェーン店でカレー弁当を販売する事になった。
2011年には鹿児島県立市来農芸高等学校の生徒が考案したいちきポンカレーを使ったカレーパン「いちきポンカレーパン」を期間限定で鹿児島県、宮崎県のファミリーマート288店で販売した。